# The Tower Osaka
The Tower Osaka（ザ・タワー・オオサカ）は大阪市福島区福島1丁目1番地のほたるまちにある超高層マンションである。

## 概要
竣工時には、福島区内で最も高い建築物となった。なお、建築基準法上は地下1階地上49階建ての表記であるが、これは堂島川スーパー堤防とレベルを合わせた人工地盤の地上を1階と定めたからである。実際、建物北側に面した道路のレベルは地下1階となっているため、不動産会社の広告等には50階建てと表記されることもある。
1階、地下1階部分には堂島クロスウォークの商業施設（高級レストラン等）が入居している。
なお屋上には朝日放送のSTL送信装置があり、送信所のある生駒山に向けてアンテナが設置されてある。
B1F
エントランス
堂島クロスウォーク商業施設
ブリガンティア（花屋）
1F
堂島クロスウォーク商業施設
Mamezo&Cafe 豆蔵カフェ
WINE WARE HOUSE OSAKA-DOJIMA（ワインバー）
プラチナキッチン OSAKA（和食）
笹次（和食）
追立（中華）
いなせ（寿司）
土山人 大阪（蕎麦）
エルポニエンテ（スペイン料理）
4F～7F
賃貸マンション
8F～49F
分譲マンション

## 交通機関

### バス
- 大阪シティバス 53・75系統田蓑橋停留所下車

### 鉄道
- 中之島駅（京阪中之島線）約700m、徒歩9分
- 肥後橋駅（Osaka Metro四つ橋線）約1100m、徒歩15分
- 福島駅 (阪神)約300m、徒歩5分
- 新福島駅（JR東西線）約450m、徒歩6分
- 福島駅 (JR西日本)約600m、徒歩8分
- 大阪駅桜橋口約1100m、徒歩15分

## 隣接施設
- ほたるまち（The Tower Osakaはほたるまち内の一施設）
- 堂島クロスウォーク 商業棟
- 大阪中之島合同庁舎
- 朝日放送本社
- 堂島リバーフォーラム
- ABCホール
- リバーレジデンス堂島